# Chiesa di Santa Maria Maddalena (Rocca Pietore)
La chiesa di Santa Maria Maddalena è la parrocchiale di Rocca Pietore, in provincia di Belluno e diocesi di Belluno-Feltre; fa parte della convergenza foraniale di Agordo-Livinallongo.

## Storia
Probabilmente a Rocca Pietore esisteva una cappella già nel Duecento; è verosimile che questo edificio si componesse di un'unica navata a pianta quadrangolare e che fosse dotato d'un campaniletto a vela.
La nuova parrocchiale venne costruita in stile gotico nel 1442, per poi essere consacrata il 2 ottobre 1494; il campanile invece venne eretto nel 1530.

## Descrizione

### Esterno

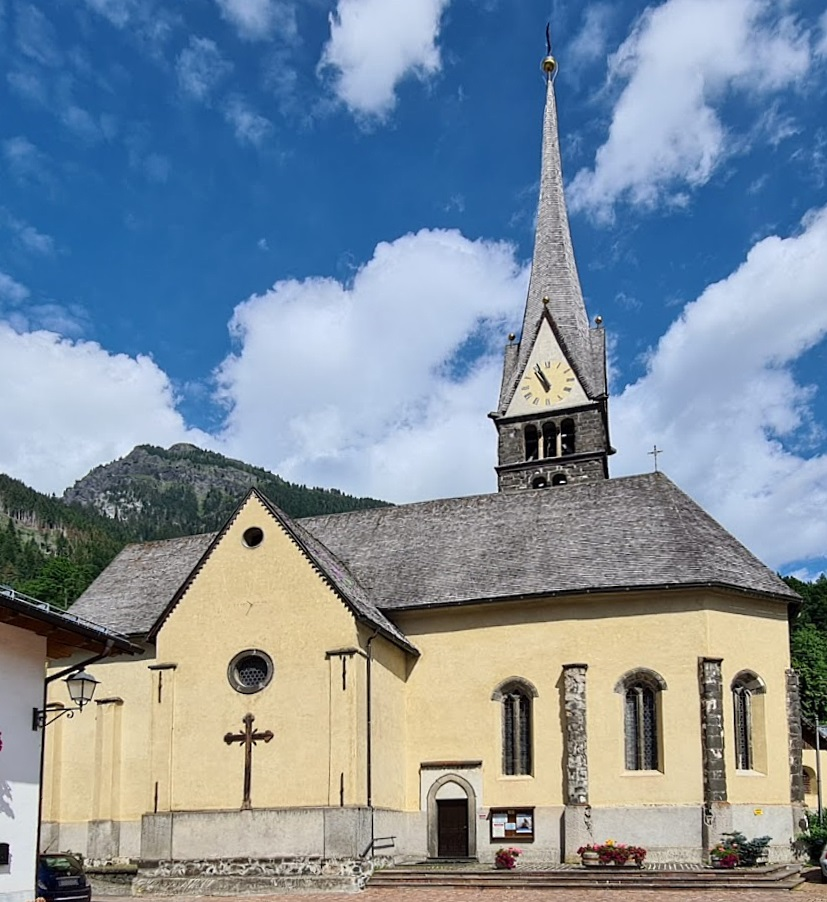
Il fianco della chiesa

La facciata a capanna della chiesa, rivolta a sudovest e composta da un unico registro, presenta al centro il portale d'ingresso, sormontato da una lunetta a sesto acuto, e il rosone.
Annesso alla parrocchiale è il campanile in pietra a base quadrata, caratterizzato da una doppia cella suddivisa in due ordini su cui s'aprono quattro bifore in quello superiore e altrettante trifore in quello superiore; come coronamento v'è la guglia piramidale che s'imposta su quattro timpani.

### Interno

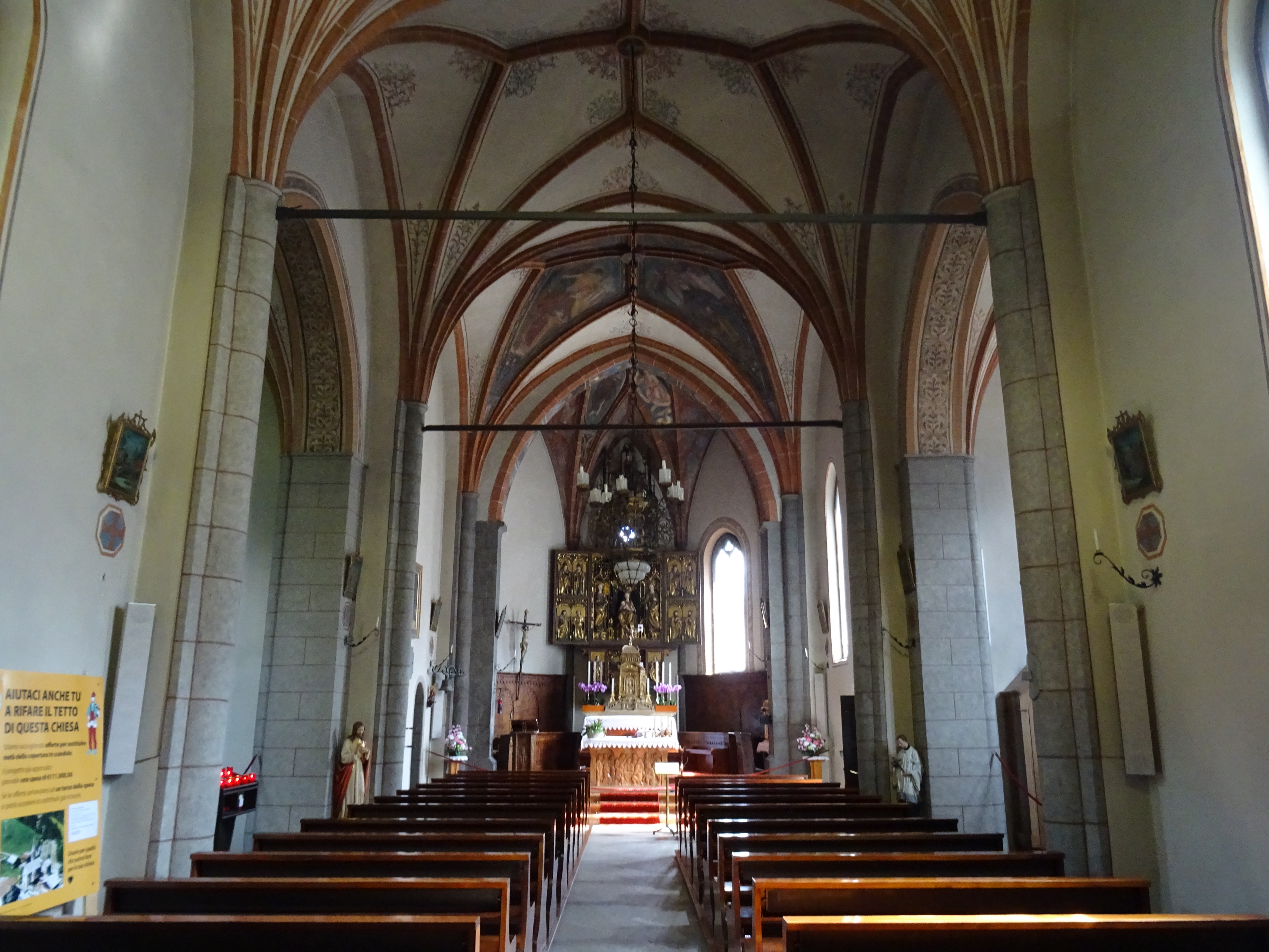
Interno

L'interno dell'edificio si compone di un'unica navata, illuminata da alte bifore a sesto acuto e spartita in due campate, sulla quale s'affacciano le due cappelle laterali, in cui sono collocati due altari costruiti da Giovanni Auregne; al termine dell'aula si sviluppa il presbiterio, chiuso dall'abside poligonale.
Qui sono conservate diverse opere di pregio, tra le quali la pala eseguita da Domenico De Biasio, l'altare a sportelli, costruito nel XVI secolo dall'altoatesino Ruprecht Potsch e caratterizzato dalle statue della Beata Vergine Maria col Bambino e delle Sante Caterina d'Alessandria e Maria Maddalena, la pala ritraente la Santissima Trinità tra i santi Francesco d'Assisi e Sebastiano, dipinta da Francesco Frigimelica il Vecchio, autore pure della tela del 1590 raffigurante Cristo benedicente, e le stazioni della Via Crucis, acquistate nel 1779.